# Stictoptera esmeralda
Stictoptera esmeralda là một loài bướm đêm trong họ Noctuidae.